# 通信機 (航空機)

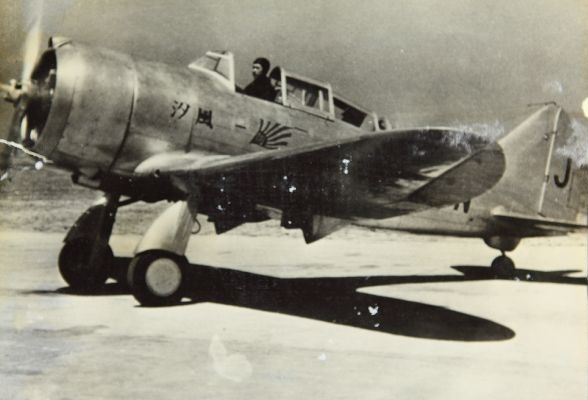
朝日新聞社の通信機「汐風号」

通信機（つうしんき）は、かつて存在した、新聞社が取材や原稿輸送などに使用した航空機。1937年（昭和12年）に亜欧連絡飛行を行った朝日新聞社の雁型通信連絡機「神風号」が著名。類似する航空機に取材機がある。

## 概要
遠隔地の情報を迅速に入手するために新聞社が用いた航空機。第二次世界大戦以前の日本国内において通信機とされた機体は、主に海外から輸入された最新鋭機や陸海軍から払い下げられた試作機などであり、速度を重視していたため新聞社の通信機が国内の民間機の中で最速という時もあった。特に、朝日新聞社と毎日新聞社の間では報道合戦の一環として保有する通信機のスピードが競われていた。

## 通信機の技能

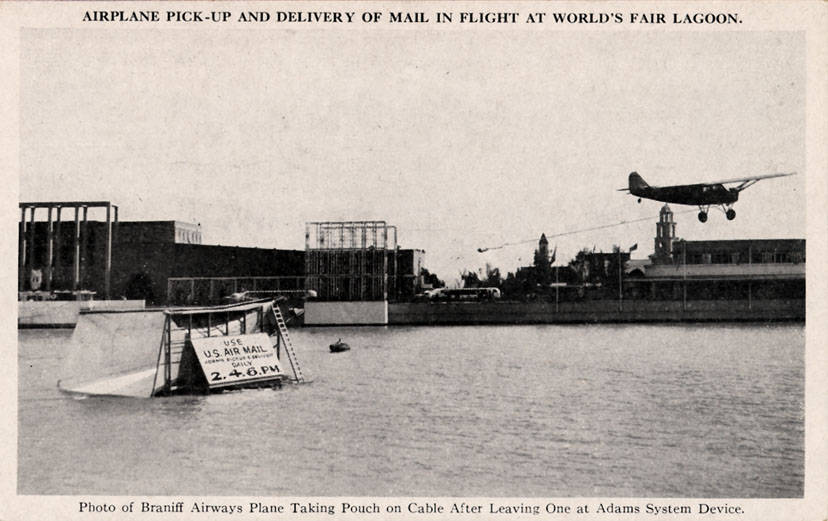
ニューヨーク万国博覧会 (1939年)における航空郵便の吊り上げ

通信機は速報性を優先するため、しばしば飛行場のない現場から吊り上げという特殊な方法で写真フィルムや原稿の引き取りを行った。これは地上に立てた二本のポールの間に原稿を吊り、フックを付けた機体を用いて低空飛行で吊り上げるもので、その反対に原稿を空中投下で引き渡すことも行われた。
日中戦争期には中国大陸で従軍記者が書いた記事や写真フィルムの吊り上げを行った。敵陣近くで低空旋回を繰り返すため敵弾に見舞われることもしばしばあったという。また、新聞社の機体が軍に協力を命じられることもあり、太原攻略戦では朝日新聞社の三菱雁型通信機「朝風」が敵陣営の城内に降伏のビラを散布した。高射機関砲で反撃を受け、翼に大穴を開けた状態で帰還している。

### 吊り上げが使われた例
- 1929年（昭和4年）昭和天皇紀州行幸の取材原稿を大阪毎日新聞社が串本付近の海岸から十年式イスパノスイザ改造三〇〇馬力で吊り上げ[5]。
- 1932年（昭和7年）朝日新聞社がロサンゼルスオリンピック開会式の写真原稿をデ・ハビランド プス・モスで船上から吊り上げ。原稿はまずロサンゼルス発ハワイ行きの米国船モントレー号に積まれ、先に出航していたシアトル発横浜行きのエムプレス・オブ・ジャパン号（英語版）にホノルルで追いつき積み換えられた。この原稿は銚子沖でブイに付けて投下されて、小型の発動機船にて回収。船上に立てた２本の竿に麻縄を張って通信機から吊り上げたもの。原稿の入った袋は芝浦埋立地の上空から投下されて、自動車で本社に運んだのち号外として発行された[6]。
- 1935年（昭和10年）日本電報通信社が南九州で行われた陸軍特別大演習の取材写真送信のため、フェアーチャイルド九十五馬力で吊り上げ[7]。

## 主な機体
戦前の朝日新聞社は陸軍との結びつきが強く、毎日新聞社は海軍と縁が深かった。日米開戦前の昭和10年代には朝日が主に国産機を通信機として使用していた一方で、毎日は輸入機が中心という傾向があり、国威発揚の一環として盛んに行われた外国への親善飛行に対する逓信省航空局の認可にも影響が及んでいた。
- サルムソン 2 - 朝日新聞[10]
- KR-2小型旅客機 - 読売新聞
- ブレゲー 19 - 朝日新聞「初風」「東風」訪欧大飛行
- ドルニエ コメット - 朝日新聞[10]
- デ・ハビランド プス・モス - 朝日新聞
- ライアン NYP-2 - 大阪毎日「スピリット・オブ・セントルイス号」の同型機
- フェアチャイルド 24 - 日本電報通信社
- シェルヴァ C.19（英語版） - 朝日新聞
- 中島AN-1通信機 - 大阪毎日/東京日日新聞、 朝日新聞
- A-6型通信機 - 朝日新聞
- AF型通信連絡機 - 朝日新聞
- T-3通信連絡機 - 朝日新聞
- 川崎C-5高速通信機 - 朝日新聞
- メッサーシュミット Bf 108 - 読売新聞
- セバスキー陸上複座戦闘機 - 朝日新聞、東京日日新聞
- 中島N-19長距離通信機 - 同盟通信
- 三菱雁型通信連絡機 - 朝日新聞「神風号」ほか
- 三菱鵬型長距離連絡機 - 朝日新聞「南進号」
- 九三式双発軽爆撃機 - 大阪毎日新聞
- 三菱式双発輸送機 - 大阪毎日/東京日日新聞「ニッポン号」ほか
- 三菱式MC-20旅客旅客機 - 朝日新聞、読売新聞、大阪毎日/東京日日新聞
- 三菱式21型貨物輸送機 - 読売新聞
- A-26長距離機 -朝日新聞の長距離飛行試作機。